# John Sutton (weldoener)

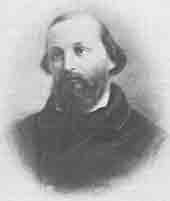
John Sutton

Sir John Sutton, 3rd Baronet (Sudbrooke Holme (Lincolnshire), 18 oktober 1820 - Brugge, 5 juni 1873) was een vermogende Engelse baronet die, na zijn bekering tot het katholicisme, zijn fortuin aanwendde om katholieke initiatieven te ondersteunen, onder meer in Brugge.

## Familie en opvoeding
Sutton was de zoon van Sir Richard Sutton, 2nd Baronet (1798-1855) en van Lady Mary Elizabeth Burton (overleden 1842). Richard Sutton erfde op vierjarige leeftijd zijn titel van zijn grootvader. In zijn jeugd groeide het familiefortuin aan. Hij had de reputatie tot de rijksten in Engeland te behoren. Hij had gestudeerd aan Eton College en aan Trinity College in Cambridge. Al op zijn 21e trouwde hij met Mary Burton die hem acht zonen en vier dochters schonk. De opvoeding was vooral een opdracht voor de moeder, terwijl Richard zich overgaf aan zijn passies: schieten, vissen en vossenjacht. Daarnaast was hij een liefhebber van literatuur en speelde hij fluit.
John Sutton bracht zijn jeugd door, gedeeltelijk bij zijn grootmoeder, gedeeltelijk bij zijn ouders in Lincoln, Norwood Park, in Norfolk, Lyndford Hall of in Londen. In Lincoln kreeg hij eerst privéonderricht en daarna trok hij naar een school in East Stoke, Nottinghamshire. Tegen die tijd had zijn vader voor hem een orgel gekocht.
Van 1834 tot 1836 was Sutton op kostschool in Eton College. In 1836 kreeg hij opnieuw privéonderricht, van Reverend Christopher Bird, in Chollerton bij Hexham (Northumberland). Sutton werd bevriend met William Henshaw, de orgelist van de kathedraal van Durham. 
Van 1841 tot 1844 studeerde hij aan het Jesus College van Cambridge. Hij interesseerde zich voornamelijk voor schone kunsten: schilderkunst, architectuur en muziek. Hij leerde op orgel en klavier te spelen en interpreteerde vooral werken van J.S. Bach, G.F. Händel, L. van Beethoven en W.A. Mozart.

## Volwassen leven
Het is voornamelijk in Cambridge dat hij zijn boek schreef A Short Account of Organs. Hij was nauw betrokken bij de activiteiten van de Cambridge Camden Society, in 1839 gesticht, die zich interesseerde voor architectuur, muziek, kerken en liturgie. Sutton werd lid zodra hij in Cambridge aankwam.
Op 23 december 1844 trouwde Sutton met Emma Helena Sherlock, die al een maand later, op 26 januari 1845 overleed. Sutton keerde naar Cambridge terug en verbleef er de volgende negen jaar. De reden voor zijn terugkeer was dat men hem had aangezocht de restauratie van de kapel in zijn College op zich te nemen. Hij stichtte er een knapenkoor en nam deel aan de goddelijke diensten, maar voor het overige leidde hij een teruggetrokken leven. Samen met Augustus Welby Northmore Pugin (1812-1852) zorgde hij ervoor dat enkele grote architecten van die tijd naar Cambridge kwamen.
Pugin oefende een zeer sterke invloed uit op Sutton. Hij bracht hem in contact met Jean Bethune en beiden werden weldra stevige vrienden. Na verschillende reizen doorheen Europa, besloot Sutton zich te vestigen in België en Duitsland. Af en toe keerde hij naar Engeland terug om het beheer van zijn goederen te inspecteren. Na de dood van zijn vader in 1855, was hij zijn opvolger en beheerder van het ganse familievermogen. Zijn naam luidde voortaan Sir John baronnet Sutton of Norwood-Park.
Datzelfde jaar bekeerde hij zich tot het katholicisme, onder de leiding van kanunnik Felix de Bethune (1824-1909), broer van Jean. Hij besloot om voortaan zijn vermogen ten dienste te stellen van de katholieke kerk.

## Weldoener
Sutton liet sporen van zijn mecenaat na, vooral door het restaureren van orgels, in Engeland, België en Duitsland. Hij besteedde ook veel van zijn geld voor de ondersteuning van arme gezinnen.
In Brugge ging hij in de Gouden-Handstraat wonen, en werd hierdoor inwoner van de parochie Sint-Gillis, die hij vaak met zijn giften en financiële tussenkomsten begunstigde. 
In 1857 schonk hij drie grote glasramen, vervaardigd door Jean Bethune. Hij financierde de wedde van priester Fraeys, die als kapelmeester, de polyfonische kerkmuziek (voornamelijk Palestrina) weer in ere moest herstellen. Hij bekostigde ook de bouw van een 'congregatie voor jongens' in de Baliestraat, nabij de parochiekerk. Voor de restauratie van de vloeren in de kerk stelde hij verschillende miljoenen goudfranken ter beschikking.

## Engels Seminarie
In 1857 richtte Sutton, met de actieve ondersteuning van kardinaal Wiseman, in Brugge een Engels Seminarie op waar Engelse en Vlaamse jongens vanaf 1859 opgeleid werden om in Engeland missionaris te worden. Guido Gezelle was er professor in de filosofie en onderrector. In de loop der jaren werden 187 studenten opgeleid voor het priesterschap. De dood van Sutton betekende het einde van het Engels Seminarie in 1873.

## Kiedrich
Sutton was ook de weldoener van het stadje Kiedrich bij Eltville. Ook daar bezat hij een woning waar hij regelmatig verbleef. Na zijn eerste bezoek in 1857 kwam hij er vaak terug. 
Hij richtte in 1865 een jongensschool op met een koor, de Choralschule, op de restanten van een koortraditie van Gregoriaanse zang die terugging tot 1333. Hij richtte er een Stichting voor op, met als gevolg dat school en koor heden ten dage nog altijd bestaan. Anderhalve eeuw later komen daar nog voorname zangers uit voort. De bekendste is de countertenor Andreas Scholl die daar koorknaap was.  
Sutton liet ook het orgel, dat dateerde van 1500, herstellen door de Brugse orgelbouwer Hooghuys. Vervolgens bekostigde hij de restauratie van de kerk van Kiedrich.

## Na zijn dood
De stichtingen van Sutton werden na zijn dood grotendeels opgedoekt. Zijn erfgenamen waren al voor zijn dood niet erg blij met zijn milde schenkingen en maakten daar onmiddellijk een einde aan.
Hij werd op 9 juni begraven op het kerkhof van Sint-Kruis bij Brugge en bijgezet in de familiekelder van Mgr. A. Boone. De dienst vond plaats in de Sint-Gilliskerk.
De herinnering aan Sutton was in Kiedrich levendiger dan in Brugge; in het begin van de jaren 1970 gaf de stad Brugge gunstig gevolg aan het verzoek van de gemeente Kiedrich om het monument en het stoffelijk overschot van Sutton aan hen toe te vertrouwen. Op 22 oktober 1974 werd de kist uit de kelder gehaald en naar Kiedrich overgebracht. Op 2 november 1974 werd de translatie plechtig uitgevoerd. De Bruggelingen, schepen Lucien Verstraete en historicus René Duyck waren hierbij aanwezig. Hij rust onder een monument dat door Jean Bethune was ontworpen.

## Publicaties
- A Short Account of Organs built in England from the Reign of King Charles II to the present Time, London 1847
- A Collection of Anthems used in Divine Service upon Sundays, Holydays and their Eves, in Jesus College Chapel Cambridge, London 1850.

## Voetnoten
1. ↑  Fletcher 1898